# Merindad de Olite
Merindad de Olite – jeden z pięciu merindades, na które podzielona jest wspólnota autonomiczna Nawarry. Jego stolicą jest Olite. 
Merindad Olite powstał w 1407 roku z obszarów merindadów Sangüesa, Ribera i Estella. 

## Gminy
Na obszar merindadu de Olite składa się 27 gmin:
- Artajona
- Barásoain
- Beire
- Berbinzana
- Caparroso
- Falces
- Funes
- Garínoain
- Larraga
- Leoz
- Marcilla
- Mendigorría
- Milagro
- Miranda de Arga
- Murillo el Cuende
- Murillo el Fruto
- Olite
- Olóriz
- Orísoain
- Peralta
- Pitillas
- Pueyo
- San Martín de Unx
- Santacara
- Tafalla
- Ujué
- Unzué